# 1791년 5월 3일 헌법

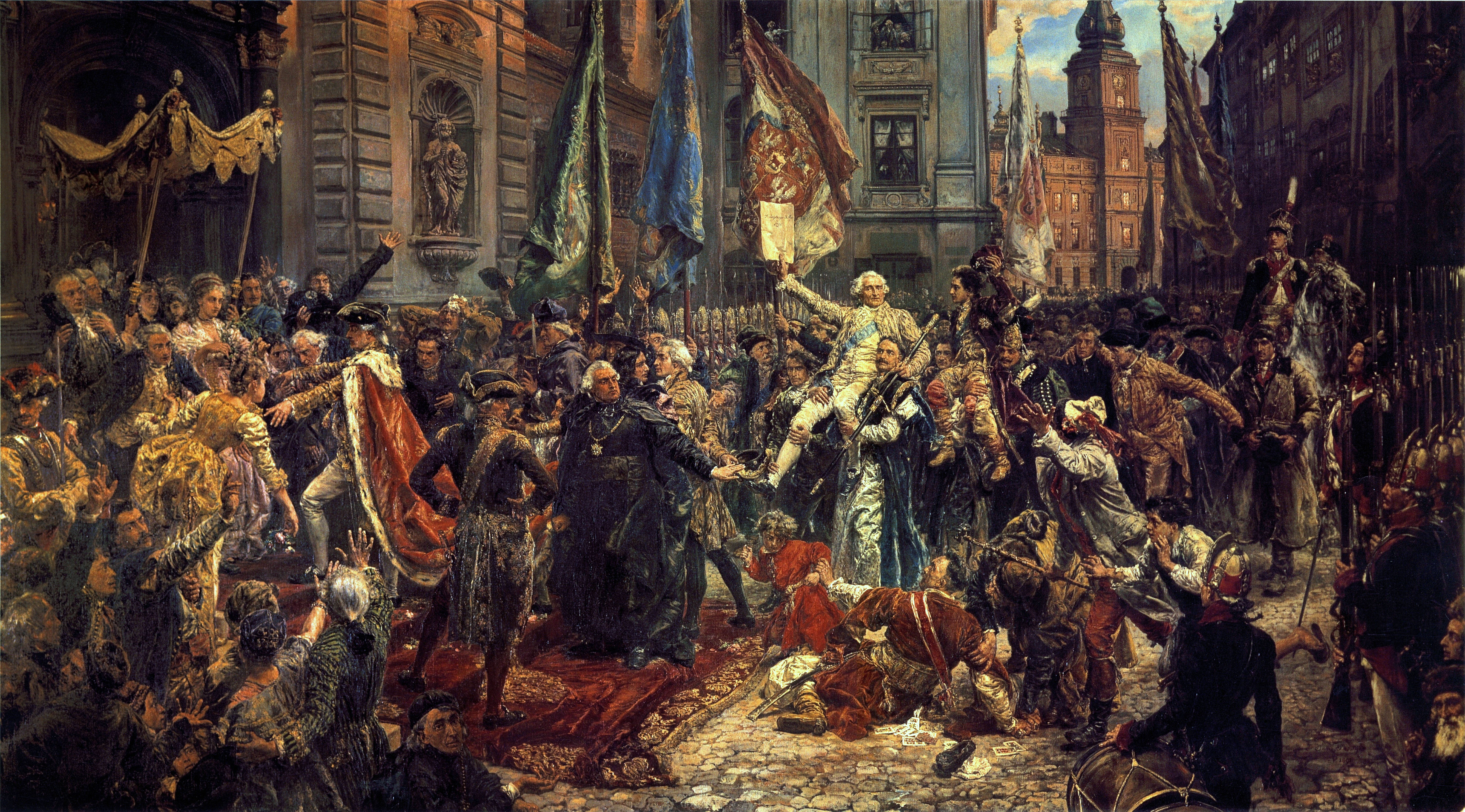
《1791년 5월 3일 헌법》(얀 마테이코, 1891년) 국왕 스타니스와프 2세(왼쪽의 망토를 쓴 남성)가 새 헌법을 공포하는 성 요한 대성당에 들어간다. 이 직전에 새 헌법이 왕궁에서 채택되었다.

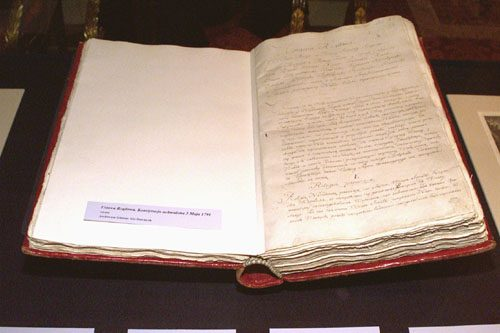
폴란드 바르샤바 왕궁에 전시된 《1791년 5월 3일 헌법》의 원본

1791년 5월 3일 헌법(폴란드어: Konstytucja 3 maja, 리투아니아어: Gegužės 3 d. Konstitucija)은 폴란드-리투아니아 연방의 헌법이다. 1791년 5월 3일 폴란드-리투아니아 연방 의회(Sejm, 세임)에서 채택되었기 때문에 명명되었다. 이 헌법은 유럽 최초의 근대적인 성문 국민 헌법이며 세계의 헌법 중에서는 1787년에 제정된 미국의 헌법에 이어 2번째로 제정된 헌법이다. 계몽주의적 성격이 강한 이 헌법은 제6장에서 제8장까지 의회(입법부), 국왕(행정부), 법원(사법부)의 삼권 분립(권력 분립) 원칙, 법치주의 원칙을 명시했다.
《1791년 5월 3일 헌법》(이후 본헌법)에 따라 국왕에게는 입법권이 부여되지 않았으며 실제 행정은 국왕 대신 의회를 대표하는 총리가 관장하는 "왕실 평의회"가 담당했다. 이는 현재의 내각에 해당한다(입헌군주제와 의원내각제). 명목상 국군의 최고 사령관은 국왕이었지만 대법관은 의회의 대표자인 총리인 동시에 국군의 최고 직위인 대원수(헤트만) 직책을 겸했다. 따라서 실질적인 국군의 최고 사령관은 국왕이 아닌 총리로 여겨졌고 전쟁 또한 행정의 일환으로 인식되었다. 이처럼 본헌법은 현대의 기준에서 보았을 때에도 극히 선진적이고 완성도가 높은 민주헌법이었다.
본헌법은 폴란드의 독특한 전통인 '귀족 공화제'의 정치적인 결점을 없애는 것을 목적으로 제정되었다. 이 헌법은 시민과 귀족(슐라흐타)이 정치적으로 평등하다고 규정했다. 또한 농민들이 정부의 비호를 받도록 규정했는데 특히 리투아니아, 우크라이나, 프로이센 등 폴란드-리투아니아 연방의 동부 지역에서 악화되고 있던 농노제의 악습을 줄이도록 명시했다.
본헌법은 폴란드-리투아니아 연방 의회의 여러 제도 중에서 부작용이 많았던 것을 폐지했는데 입법의 임의거부권(리베룸 베토)도 폐지된 것이 특징이다. 이 헌법이 제정되기 이전에 폴란드-리투아니아 연방에서는 이해 당사자, 외국에 매수된 의원이 임의거부권을 행사해서 의회에서 입법된 법률을 쉽게 취소하는 경우가 많았다. 본헌법은 비교적 평등주의와 민주주의에 따른 입헌 군주제를 도입하여 복고적인 유력자들이 암약하던 무정부 상태의 원인을 개선한다고 규정했다. 본헌법은 리투아니아어로도 번역되었다.
현대의 기준에서도 매우 민주적이고 계몽적이라는 평가를 받는 본헌법의 채택은 당시의 유럽 세계에서는 "위험한 사상"이라고 판단되었고 이는 폴란드-리투아니아 연방의 주변 국가들의 경계심을 끄는 전쟁을 초래하게 된다. 1792년 예카테리나 2세가 이끄는 러시아 제국의 공격을 받았고, 동맹이었던 프리드리히 빌헬름 2세의 프로이센에게 배신당하며 패전하고 만다. 시대를 거치며 극단적으로 확대된 자유주의(황금의 자유)를 제한하고 공공 복지를 강하게 내세웠던 본헌법에 따라 자신들의 기득권을 잃을 것을 두려워했던 폴란드의 몇몇 귀족들은 러시아와 결탁해서 타르고비차 연맹을 결성했고, '우리의 자유와 재산'을 지키기 위해 러시아군을 공화국으로 불러들였다.
패전의 결과, 1793년 제2차 폴란드 분할이 이루어져 폴란드의 영토 가운데 일부는 러시아 제국, 프로이센에 편입되었고 본헌법 또한 1793년 11월 23일 흐로드나에서 소집된 세임에 의해 폐지되고 만다. 1795년에 있었던 제3차 폴란드 분할에 따라 폴란드는 완전히 소멸되었지만 1918년에 재건될 때까지 123년간 민주주의에 의한 폴란드의 주권 회복 투쟁을 이끄는 헌법으로 여겨졌다. 이그나치 포토츠키와 휴고 콜룬타이에 따르면 이 헌법은 '죽은 모국의 마지막 유언'이었다.

## 역사

### 배경
폴란드-리투아니아(이하 폴란드)는 위기상황을 타개하기 위하여 1791년 5월 3일 헌법을 수립하였다. 2세기가 채 안 되기 전까지 폴란드는 유럽 최대의 강국이었다. 그러나 그 이전(16세기)에 이미 당시 왕 지그문트 3세를 섬겼던 예수회 궁정 목사 표트르 스카르가가 폴란드인의 집단적 또는 개인적 결점을 지적하였다. 또 비슷한 시기 안제이 프리츠 모제브스키, 바브지니에츠 고슬리츠키, 얀 자모이스키 등의 작가, 철학자, 정치인들에 의해 개혁을 주장하는 법 수행 운동이 벌어지고 있었다.
17세기 초까지 폴란드 정치의 거의 모든 것을 대귀족(마그나트)들이 장악했다. 다시 말해 대귀족들은 자신의 특권, 즉 자유를 위태롭게 하는 개혁이 결코 일어나지 않는 극단적인 자유주의 지배 체제를 만들었다. 이들은 다른 중소귀족과 정치적으로는 평등한 입장이었지만, 그 방대한 재산 때문에 대귀족으로 불렸고, 돈으로 중소귀족을 회유하여 자유주의를 확대하고 그 안에서 부를 과점해 나갔다. 이 시대는 신대륙에서 유럽으로의 곡물 수출이 본격화된 시기로 곡물의 시세와 실질임금이 오랫동안 내림세를 보이면서 17세기 대규모 내전이 발생(대홍수 시대)했다. 이 때문에 정체된 국내 일반 소비재 생산은 장기 인플레이션을 유발하여 노동 조건이 점차 악화시켰다. 대귀족들은 생산량을 확보하기 위해 영지를 확대하고자 했고, 소작농으로 전락한 농민들은 열악한 노동조건에 시달리게 되었다. 이는 일반 농민들이 다시 농노나 다름없는 상태로 전락한 것으로 후에 재판농노제라고 불린다. 특히 리투아니아, 우크라이나 등 여러 동부 변방에서는 지방자치법 개악으로 일반 시민들의 살림살이가 다른 서구 국가들의 풍요와 비교할 수 없을 만큼 악화되었다. 또 일부 귀족들, 특히 리투아니아나 우크라이나와 같은 변경 지대에 영지를 가진 이들은 외세와 손잡고 중앙정부와 대립하면서까지 더욱 영지 확대에 나섰다.
많은 역사가들은 당시 폴란드가 몰락한 최대 원인은 임의거부권(리베룸 베토) 제도에 있다고 지적한다. 임의거부권은 1652년 창설된 자유주의의 궁극이라 할 수 있는 제도로 국회(세임)의 모든 의원에게 모든 법안을 폐기할 권리를 인정했다. 어떠한 법안이든 표결 시에 의원 한 명이라도 반대하면 폐기되었다. 다만 17세기까지는 임의거부권이 사용되는 사태는 거의 발생하지 않았다. 당시에는 귀족들의 연대감을 토대로 철저한 논의가 이루어져 만장일치로 법안 통과가 이루어졌던 것이다. 그러나 18세기 들어 귀족들 간의 소득격차가 커지면서 연대감이 상실되어 대귀족들, 외국에서 매수된 의원들, 지난 세기의 황금 시대가 계속되고 있다고 착각한 어리석은 의원들이 임의거부권을 남용하여 정부를 혼란스럽게 하고 마비상태에 빠뜨렸다. 그에 따라 임의거부권의 해악을 없앤 것이 임의거부권 적용에서 제외되는 '연합 의회' 창설이다. 이는 그동안 영국과 비슷한 관습법이 지배하던 폴란드 법 체계의 빈틈을 노리고 개최된 제2의 국회로 그 결정에는 법적 구속력이 있었다. 5월 3일 헌법을 채택한 1788년부터 1792년까지의 '4년 의회'(위대한 의회)도 연합 의회였기에 이렇게 급진적인 법이 통과될 수 있었다.
그런데 폴란드 왕국의 마지막 왕 스타니스와프 아우구스트 포니아토프스키의 치세(1764년-1795년)에는 폴란드에도 계몽시대가 오고 있었다.왕은 신중하게 개혁을 추진하였다. 재무부와 국방부가 창설되었고 국가 관세가 새로 정해졌다. 헌법 개혁도 철저히 논의되었다. 그런데 주변국들은 이 개혁을 위험하게 여겼다. 왜냐하면 주변국들에게 국경을 맞대고 있는 폴란드는 중요한 나라였고 폴란드에서 중앙집권이 강화되고 민주화까지 되는 것을 자국 특권층의 이권에 대한 위협으로 느꼈기 때문이다.
러시아 제국의 예카테리나 2세와 프로이센의 왕 프리드리히 빌헬름 2세의 간섭으로 의회 보수파와 스타니스와프 2세 사이에 종교 소수파의 권리를 둘러싼 대립이 일어났다. 예카테리나와 빌헬름은 폴란드 귀족(슐라흐타)의 '자유'를 지키기 위해 돕겠다고 선언하였으며 1767년 10월에는 러시아군을 폴란드 수도 바르샤바 밖으로 집결시켰다. 강한 무력의 러시아군을 눈앞에 두고서 스타니스와프 2세와 그 지지자들도 러시아의 요구를 받아들여 예카테리나가 '폴란드 귀족을 지키기 위하여' 내세운 '영구 불변 5원칙'을 인정할 수밖에 없었다. 이 원칙은 선거 왕정, 임의거부권(리베룸 베토), 왕에 대한 신하의 거부권과 반란할 권리, 귀족에 의한 관직과 영토의 배타적 소유권, 지주에 의한 소작인의 생사 결정권이다.즉 중앙정부의 권한을 대폭 제한하고 반(半)무정부 상태를 확정화하는 것이었다.
폴란드 국내에는 스타니스와프 2세의 러시아에 대한 타협에 반대하는 사람도 있었다. 1768년 2월 29일 카지미에시 푸와스키 등 몇몇 대귀족들은 보수파이지만 러시아의 간섭에 저항하여 스타니스와프 2세를 '러시아와 예카테리나의 개'라고 힐책하며 바르(현재 우크라이나의 소도시)에서 바르 동맹을 결성하여 반란을 일으켰다. 반란의 목적은 스타니스와프 2세 추방이었으나 1772년 러시아군에 진압되었다. 푸와스키는 국왕 암살을 꾀했다는 이유로 대역죄를 적용받아 결석재판으로 사형을 선고받았으나 국외로 탈출하여 유럽 각국을 전전하다 프랑스에서 라파예트에게 미국행을 권유받고 신대륙으로 건너갔다. 푸와스키는 그 후 미국 독립 전쟁에 참가했다. 후술할 타데우시 코시치우슈코 장군이 북부의 상공민들 사이에서 자신의 동지를 발견한 것과 달리 푸와스키는 미국 남부의 대토지 소유자들 사이에서 자신의 동지를 발견하고 독립전쟁 남부전선 최대의 격전인 사바나 전투 때 영국군의 사바나 요새에 대한 미 해군의 함포사격에 이은 미 육군 기병의 돌격을 진두지휘하였고 그 때 입은 상처로 죽었다. 그는 폴란드에서 완성된 기병 전술을 미군에게 전수하여 '미국 기병의 아버지'로 불리며 영웅으로 전미 각지에 기념비가 세워지고 기념일은 공휴일로 지정되어 있다.

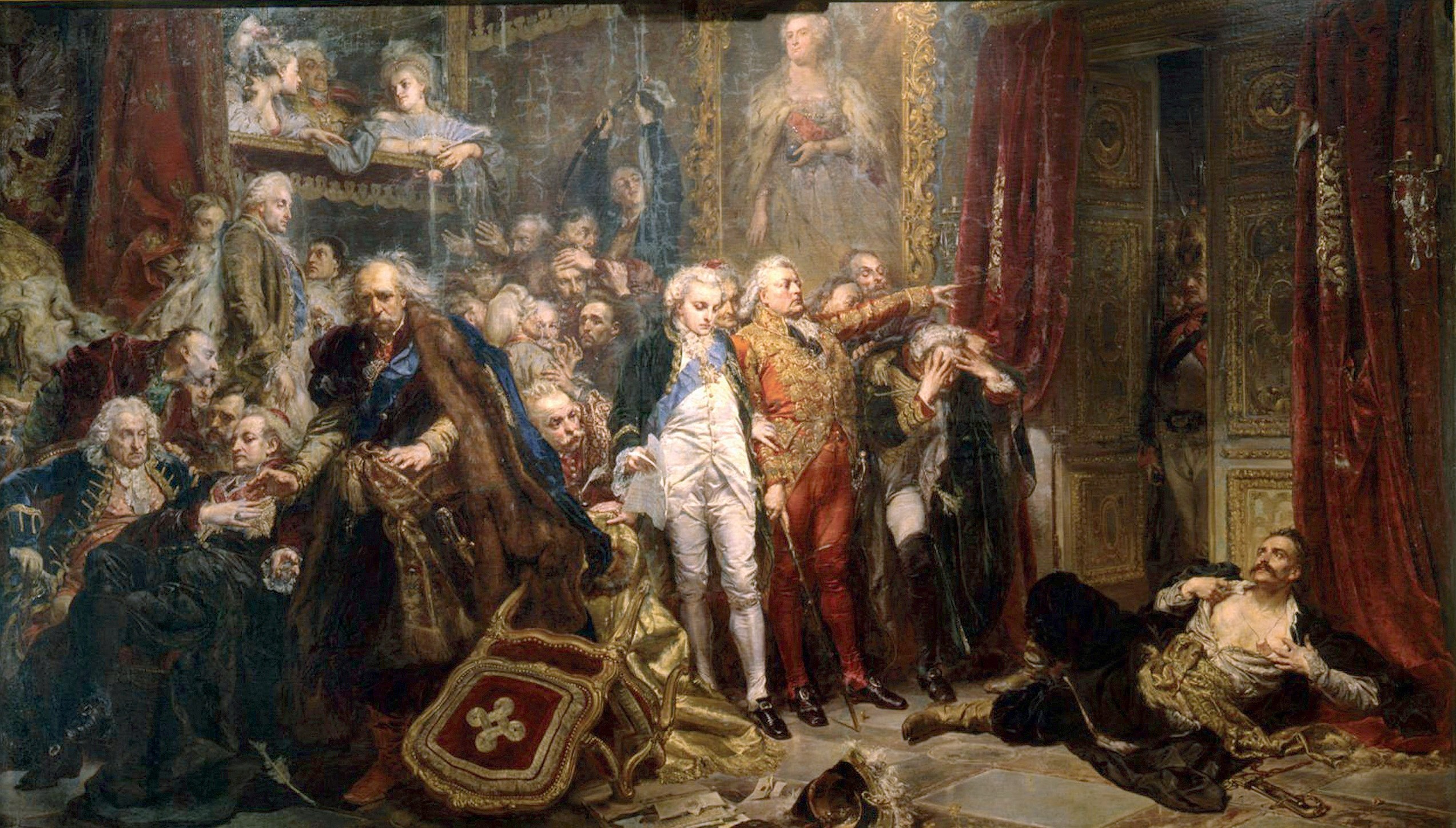
회의장 앞에서 '채결하러 가려면 나를 이 자리에서 죽이고 가라'며 저항하는 타데우시 레이탄(오른쪽)

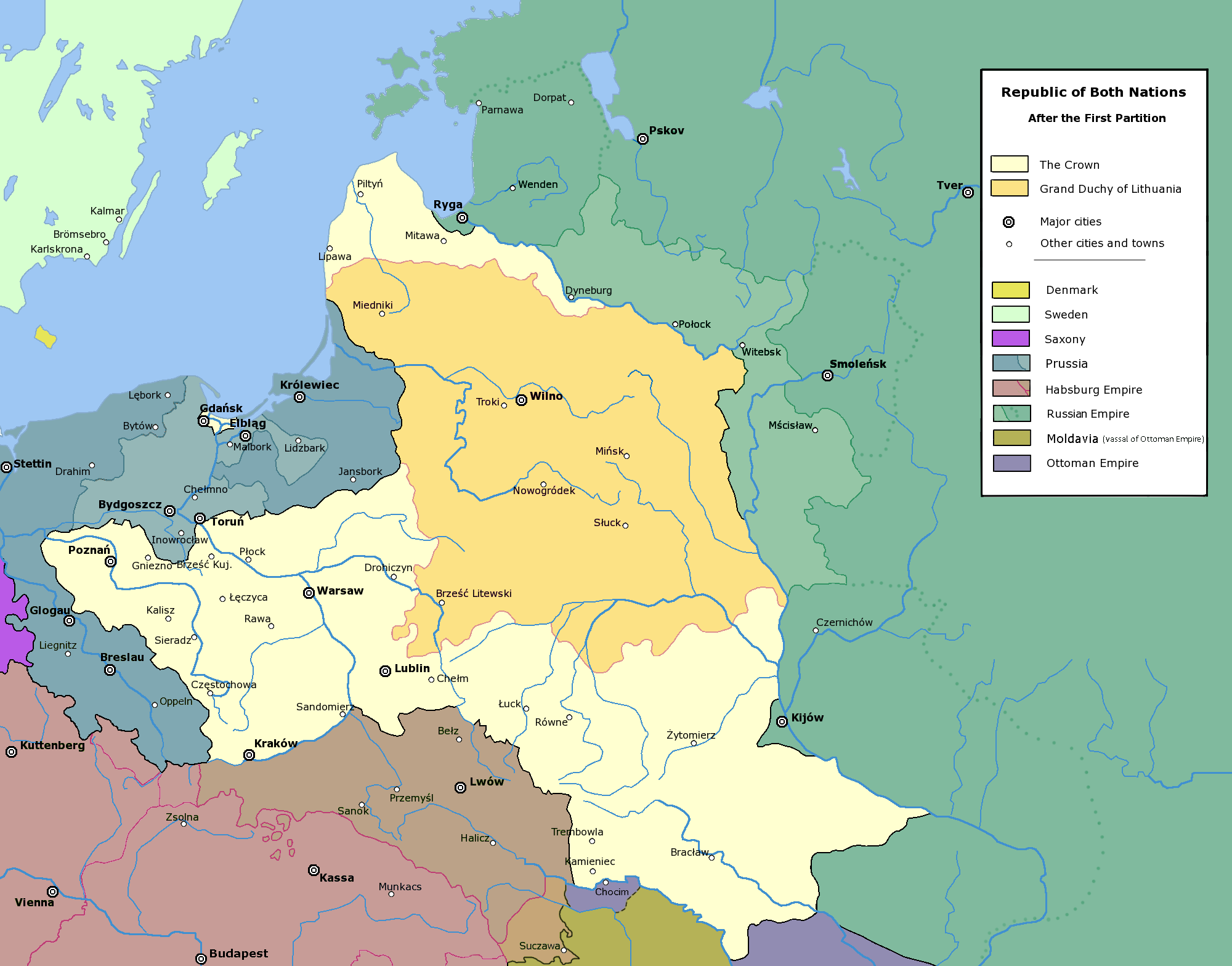
제1차 폴란드 분할(1772년)

바르 동맹의 패배와 함께 폴란드를 둘러싼 연극의 새로운 막이 올랐다. 1772년 8월 5일 러시아 상트페테르부르크에서 러시아, 프로이센 및 오스트리아 제국이라는 주변의 강국 셋이이 모여 제1차 폴란드 분할에 서명하였다. 이로써 폴란드-리투아니아 연합 왕국의 영토는 약 8만 km²가 줄어 약 19만 km²가 되었다. 이 분할을 정당화하는 근거는 폴란드가 무질서 상태에 있고 인근 국가들이 질서 회복을 돕고 있음에도 정부가 협력하지 않았다는 것이었다. 강국 셋은 폴란드 의회에 이 분할안의 채택을 요구하고 만약 채택하지 않는다면 분할을 더 늘리겠다고 압박했다. 스타니스와프 2세는 협박에 굴복하여 1773년 4월 19일 의회를 소집하였다. 왕의 뜻을 알아차린 많은 의원들은 불참하여 참석한 의원은 102명뿐이었다. 그 중에서 타데우시 레이탄 의원 등은 회의장 입구에 앉아 '표결하러 가려면 나를 이 자리에서 죽이고 가라'며 거세게 항의했지만 레이탄은 그 자리에서 강제로 배제되었으며 제1차 폴란드 분할은 가결되었다. 레이탄은 실망하였고 항의의 자결을 하였다. 이후 폴란드 분할은 거듭되어 제3차 폴란드 분할로 폴란드는 소멸한다. 어쨌든 1차 분할이 이뤄진 이 시점에서도 폴란드는 개혁을 성공시키지 않는 한 언젠가 멸망할 것이 분명했다.
스타니스와프 2세의 지지로 새로운 개혁의 물결이 일었다. 그 중에서도 중요한 사건은 세계 최초의 교육 담당 부서인 국가교육위원회의 설립이다. 도시와 지방에도 새 학교가 세워지고 공통 교과서가 출판되었으며 교사에게는 전문 교육이 제공되었고 가난한 학생에게는 장학금이 지급되었다. 군사적으로도 근대화되어 상비군이 결성되었다. 과거에는 귀족들의 방해로 부결되었던 경제·상업적 개혁도 진행되어 산업 발전이 추진되었다. 소작농에게도 얼마간의 권리가 주어지게 되었다. 새로 생긴 경찰성은 뇌물 수수 문제를 다루었다. 도로 정비에서 교도소에 이르기까지 모든 것을 개혁하였다. 행정조직으로는 5개 성으로 구성된 상임평의회를 두었다.

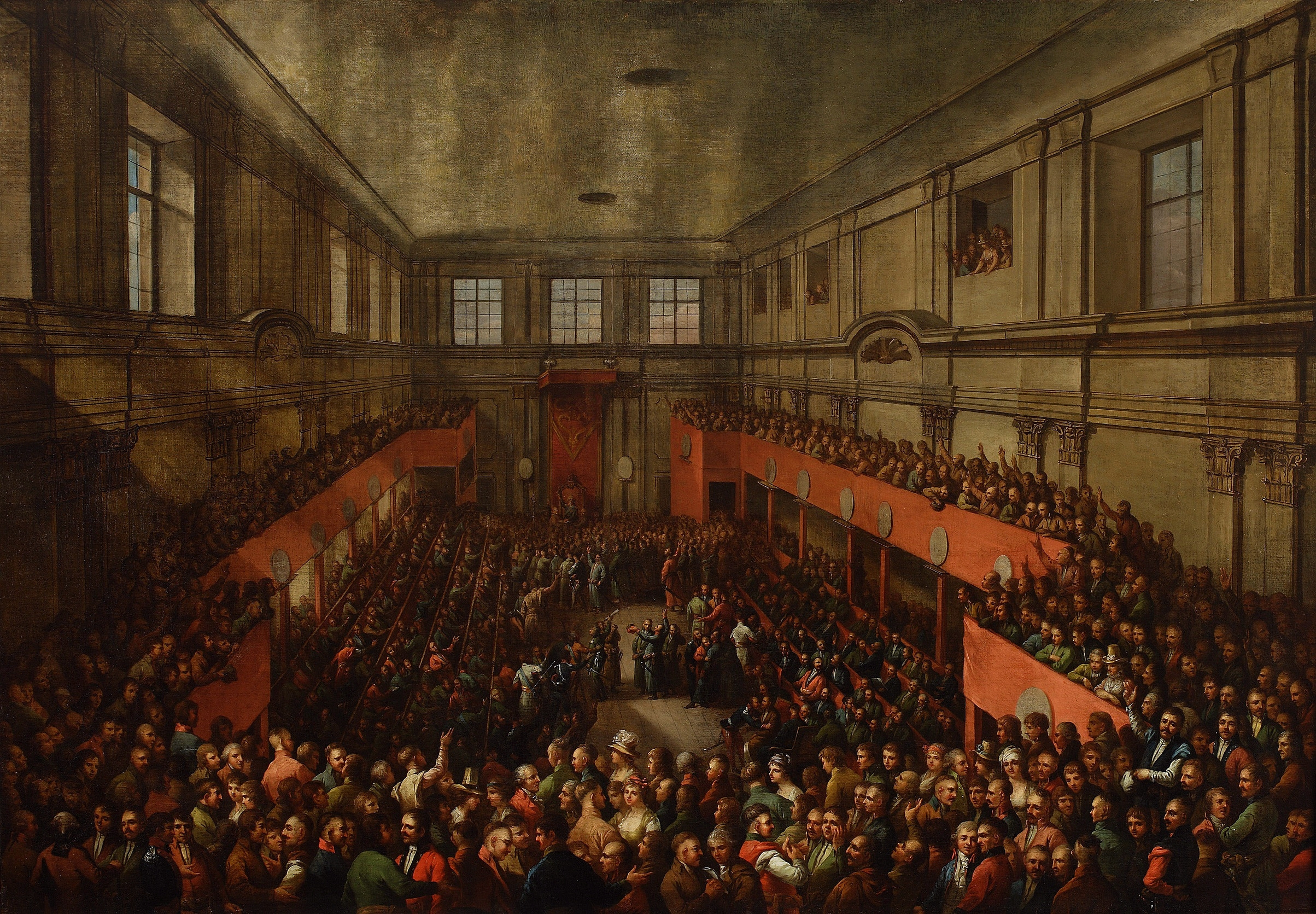
1791년 바르샤바 왕궁에서 5월 3일 헌법이 채택된 장면

제1차 폴란드 분할 이전부터 의원들은 프랑스 정치사상가 가브리엘 보노 드 마블리와 장자크 루소로부터 새로운 폴란드를 위한 헌법 제정을 권유받았다. 마블리는 권장하는 논문을 1770년-1771년에 제시했고 루소는 '폴란드 정부에 관한 고찰'을 1772년에 썼다.
1776년 의회는 왕관령 대법관(폴란드 왕국 내각총리대신) 안제이 자모이스키에게 새로운 법안(자모이스키 법안)의 기초를 맡겼다. 자모이스키는 이에 앞서 1760년 자신의 영지(자모스크 등)에서 농노제를 가능케 하는 법적 근거를 모두 배제하고 농노제를 법률상으로나 사실상으로나 완전히 폐지했던 개화파적 거대 귀족이었다. 그는 직후인 1764년에도 의회를 개선하고 귀족의 권력을 제한하였다. 그 밖에도 농노제를 모든 법 해석에서 불가능하게 하는 체계를 포함한 법안을 제출한 자유주의자였다. 1780년에는 자모이스키의 감독에 따른 새로운 법안이 완성되었다. 이 법안은 왕권이 강화되어 모든 공무원은 의회의 책임하에 두고 성직자와 그 재산은 국가의 관리하에 두며 귀족 계급이라도 토지를 소유하지 않는 자에게는 법적 특혜를 없애도록 했다. 자모이스키의 혁신적인 법안에는 후의 5월 3일 헌법의 기본적인 부분이 포함되어 있었지만, 이때는 사전적인 사전적인 사전 교섭이 순조롭지 않아서 의회에서 부결되었다.

### 내용주
1. ↑  오르디나트. 폴란드 귀족인 슐라흐타 중 특히 큰 재산을 가진 귀족은 폴란드 대귀족, 즉 마그나트라 불리는데 마그나트 중에서도 특히 큰 재산을 가진 폴란드 거대귀족이 오르디나트였고, 오르디나토들은 사유 재산으로 각각 전유럽 최대 자산가였다

## 참고자료

### 글 자료
- Markoff, John (1996년 Nov월), 《Waves of Democracy: Social Movements and Political Change (Sociology for a New Century Series)》, Pine Forge Press, ISBN 0-8039-9019-7
- マディソン, ジェームズ; ハミルトン, アレクサンダー (1987), 《The Federalist Papers》, Penguin Classics, ISBN 0140444955
- Blaustein, Albert (1993년 Jan월), 《Constitutions of the World》, Fred B. Rothman & Company, ISBN 083770362X
- Sanford, George (2002), 《Democratic Government in Poland: Constitutional Politics Since 1989》, Palgrave Macmillan, ISBN 0333774752
- Cranston, Maurice (1997), 《The Solitary Self: Jean-Jacques Rousseau in Exile and Adversity》, University of Chicago Press, ISBN 022611865-7
- Wandycz, Piotr Stefan (2001), 《The Price of Freedom: A History of East Central Europe from the Middle Ages to the Present》, Routledge (UK), ISBN 0415254914
- Schroeder, Paul W. (1996), 《The Transformation of European Politics 1763-1848》, Oxford University Press, ISBN 0198206542

### 일반 자료
- (編) S. キェニェーヴィチ, (翻訳) 加藤一夫, 水島孝生, 『ポーランド史』　,全2巻, 1996年, ISBN 4-7704-0637-1
- Adam Zamoyski, The Polish Way: a Thousand-Year History of the Poles and Their Culture, New York, Hippocrene Books, 1994.
- Jacek Jędruch, Constitutions, Elections and Legislatures of Poland, 1493-1993, Summit, NJ, EJJ Books, 1998, ISBN 0-7818-0637-2.
- Jozef Kasparek, The Constitutions of Poland and of the United States: Kinships and Genealogy, Miami, American Institute of Polish Culture, 1980.
- Norman Davies, God's Playground, 2 vols., ISBN 0-231-05353-3 and ISBN 0-231-05351-7.
- Paweł Jasienica, Rzeczpospolita Obojga Narodów (The Commonwealth of the Two Peoples), ISBN 83-06-01093-0.
- Emanuel Rostworowski, Maj 1791 - maj 1792: rok monarchii konstytucyjnej (May 1791 - May 1792: the Year of Constitutional Monarchy), Warsaw, Zamek Królewski (Royal Castle), 1985.

## 같이 보기
- 폴란드의 역사
- 콜룬타이의 대장간